# Петък 13-и (филм, 2009)
„Петък 13-и“ е американски слашър филм от 2009 г., римейк на класическия филм от 1980 г. и общо 12-и в поредицата.

## Сюжет
Група приятели отиват на къмпинг край къмпинг-лагер Кристалното Езеро, търсейки забавления и безплатната марихуана, която расте в гората наоколо. Вместо това обаче, стават жертва на серийния убиец Джейсън Ворхис (Дерек Миърс), който обитава изоставена наблизо къща. Шест седмици по-късно Трент (Травис Ван Уинкъл), гаджето му Джена (Данийл Панабекър) и техните приятели Бри, Чуи, Челси, Норан и Лоранс пристигат в лятна вила до езерото, без да подозират за скорошния инцидент. В същото време в градчето пристига Клей (Джаред Падалеки), който търси изчезналата си от повече от месец сестра – Уитни (Аманда Ригети).

## Касов успех
На 13 февруари (петък) 2009 г. филмът „Петък 13-и“ е пуснат в 3105 кина, което надвишава почти 3 пъти броя кина, в които е прожектиран оригиналът. Само за една вечер печели 19 293 446 долара, което надвишава цялостните приходи на други филми от поредицата – „Петък 13-и, част VIII: Джейсън превзема Манхатън“ ($14 343 976), „Джейсън отива в Ада: Последният петък“ ($15 935 068) и „Джейсън X“ ($13 121 555). В края на уикенда (с печалби от $40 570 365) „Петък 13-и“ е на първо място по тридневни продажби в историята на хорърите, измествайки досегашния фаворит в тази категория „Гняв“ ($39 128 715). Впоследствие продажбите спадат рязко и от първо място в боксофиса по време на първата седмица, филмът пада на шесто през втората. Впоследствие „Петък 13-и“ изпада от топ 10 в американския боксофис. Цялостните печалби от прожекциите на филма в САЩ възлизат на 65 002 019 долара, а тези в чужбина носят допълните приходи от 25 644 095 долара (обща печалба: 90 646 114$).

## Актьорски състав
- Дерек Миърс – Джейсън Ворхис
- Данийл Панабекър – Джена
- Джаред Падалеки – Клей Милър
- Травис Ван Уинкъл – Трент
- Аманда Ригети – Уитни Милър
- Арън Йо – Чеви
- Джонатан Садовски – Уейн
- Джулиана Гил – Брий
- Бен Фелдман – Ричи
- Арлен Ескарпета – Лоурънс
- Раян Хансен – Нолън
- Уила Форд – Челси
- Ник Менел – Майл